# Petits Héros
Pour plus de détails, voir Fiche technique et Distribution.
Petits Héros (גיבורים קטנים, Giborim Ktanim) est un film israélien réalisé par Itai Lev, sorti en 2006.

## Synopsis

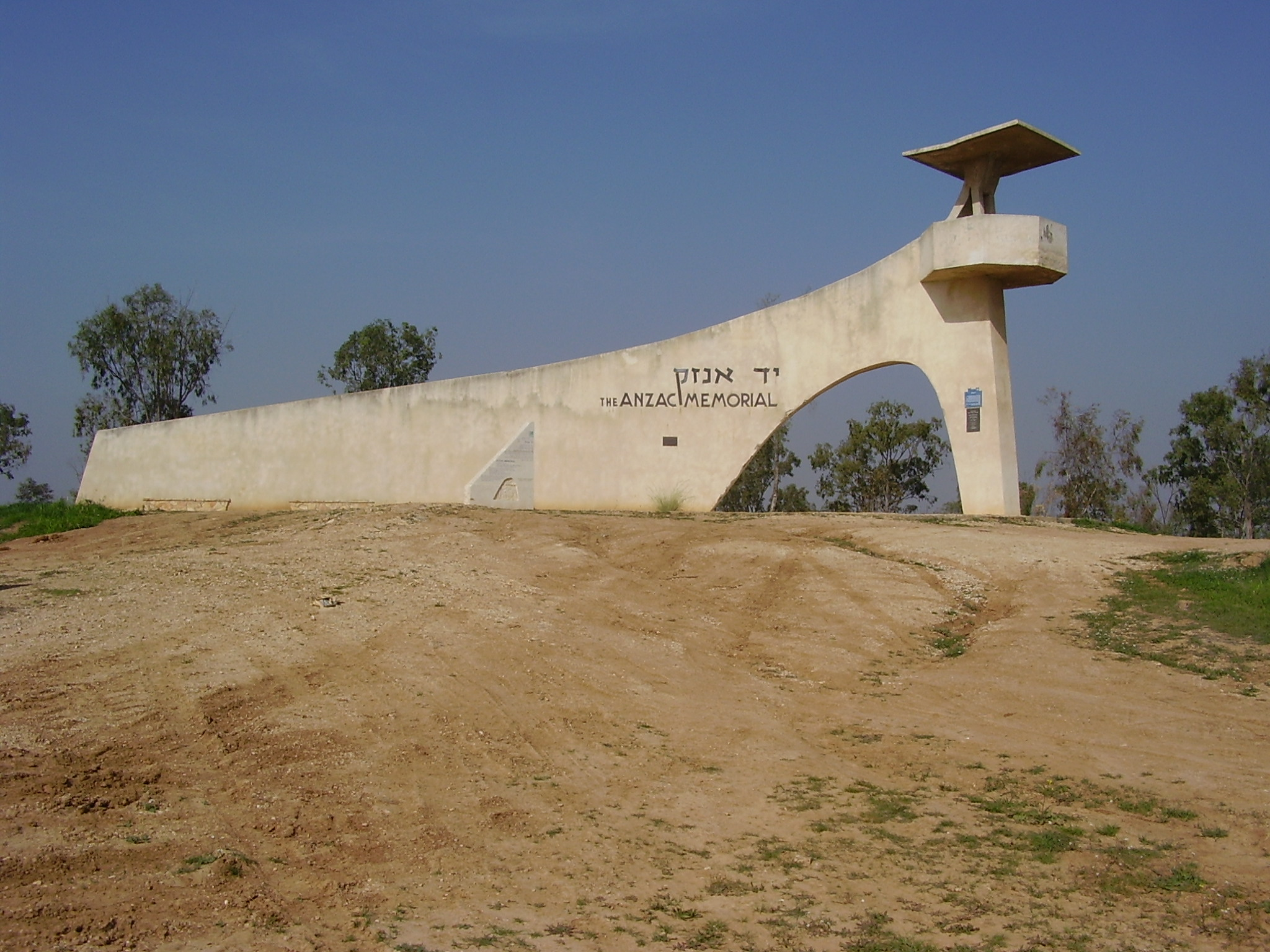
Le

Erez décide de partir avec plusieurs enfants de la ville d'Ofakim, une ville du Néguev au sud d'Israël et se trouve engagé dans une expédition aventureuse pleine de rebondissements.

## Fiche technique
- Titre : Petits Héros

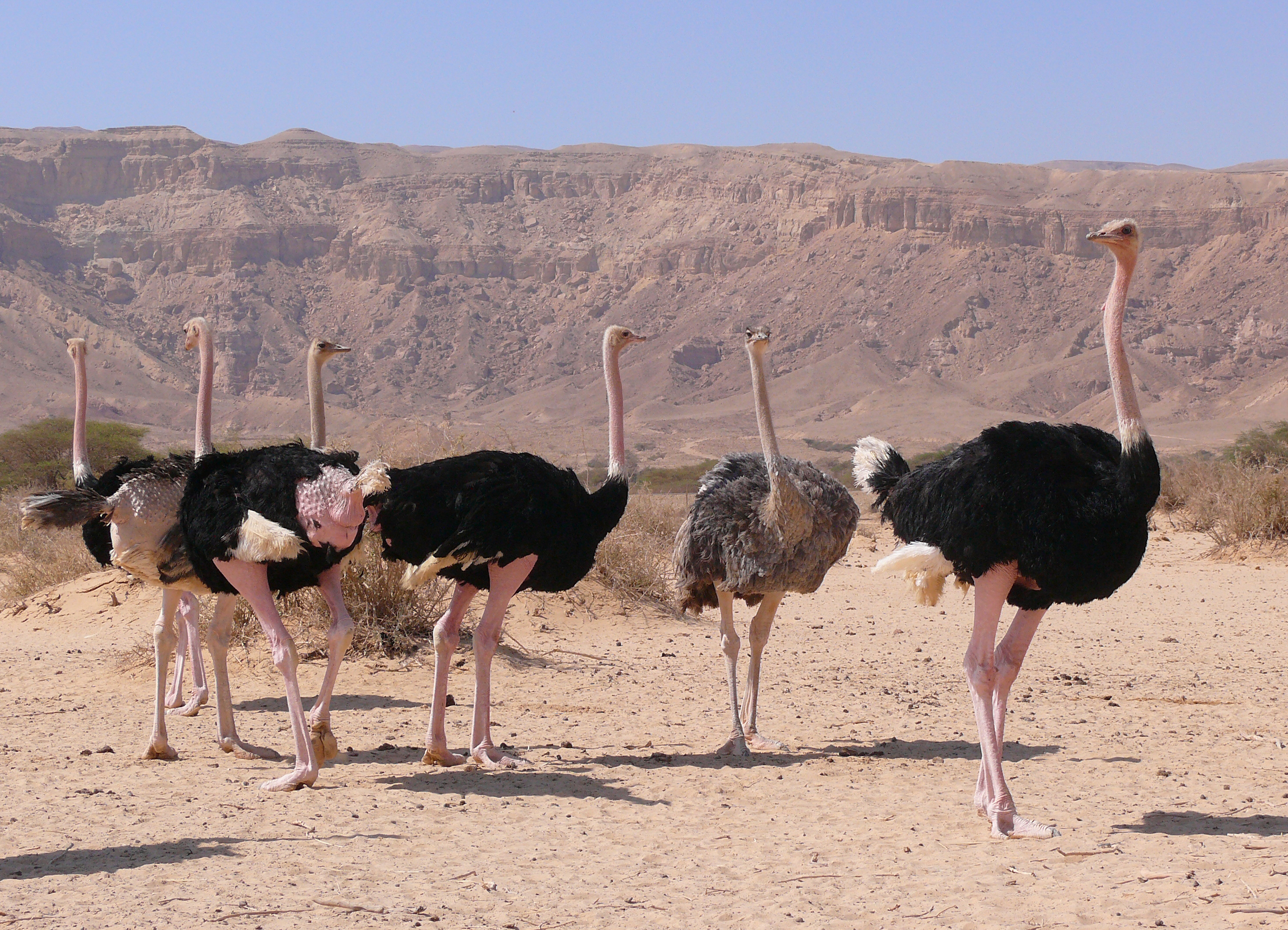
Autruches dans le Neguev

- Titre original : גיבורים קטנים (Giborim Ktanim)
- Réalisation : Itai Lev
- Distribution : Les films du Whippet,  France
- Pays d’origine : Israël
- Genre : Aventure
- Durée : 76 minutes
- Dates de sortie :   
  -  Israël : 3 août 2006
  -  France : 22 mars 2007 (Paris Israeli Film Festival)
  -  France : 26 mars 2008

## Distribution
- Avigail Ariely : Anat
- Tzion Baruch : Avi
- Daniel Damidov : Lev
- Lucy Dubinchik : Marina
- Dana Ivgy : Liron
- Miki Kam : Ruhama
- Aliciya Levayev :
- Alon Lysy : Erez
- Anastasia Safonov : Alicia
- Amos Tamam : officier de police
- Rotem Zissman-Cohen : Adva
- Nir Zwickel : Lior

## Autour du film

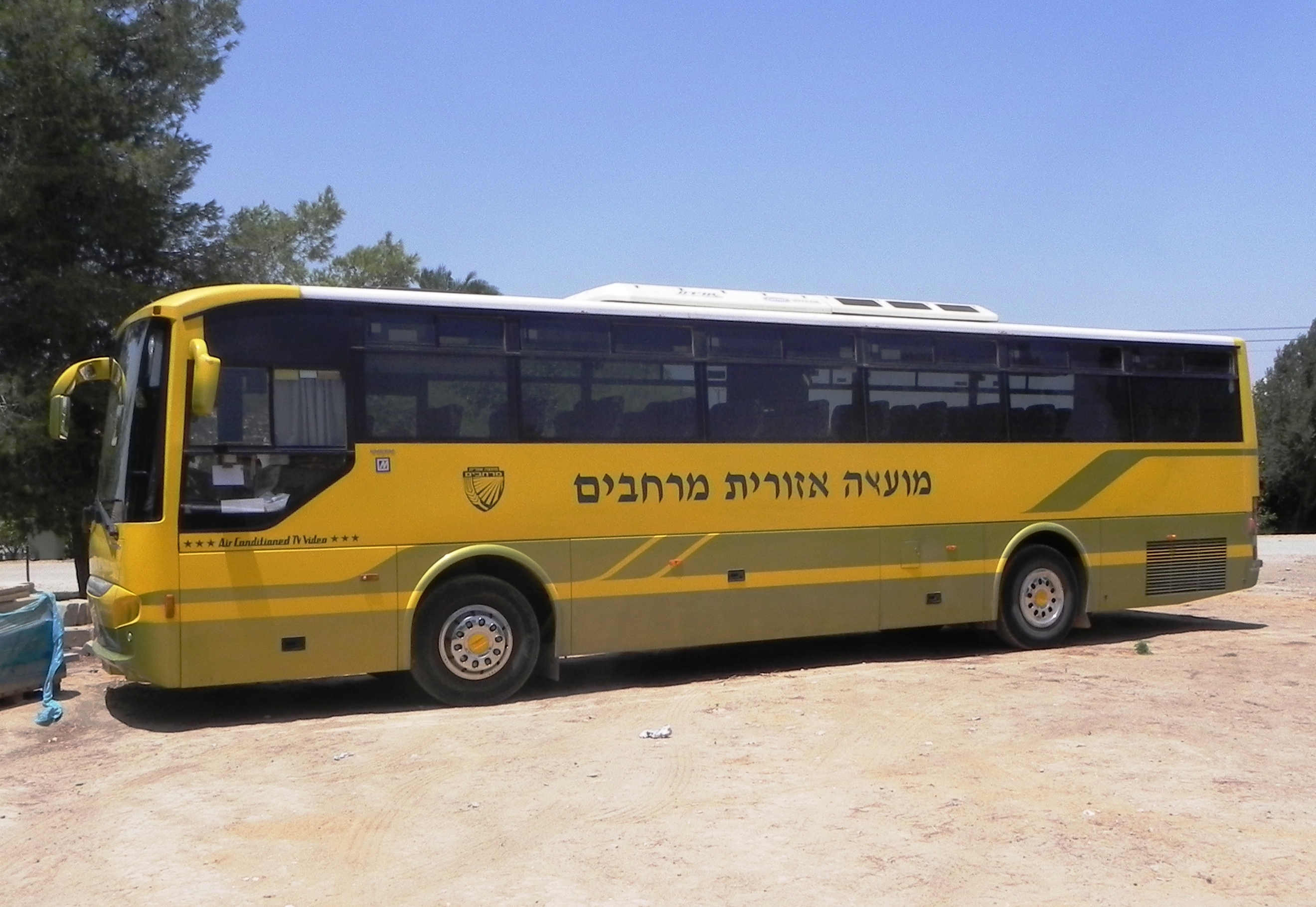
Un bus scolaire de la région de Merhavim

- Ce film est adapté d'une nouvelle de l'écrivain israélien Eran B.Y.
- La première scène après le générique est filmée au mémorial Anzaq (he) qui se trouve sur un terrain du kibboutz Be'eri et commémore la troisième bataille de Gaza le 7 novembre 1917 où des soldats de Nouvelle-Zélande combattirent aux côtés des Britanniques contre les Ottomans.
- Pendant cette scène à Yad Anzaq, on voit Alicia tourner dans le vide à 360°. Pour réaliser cet effet spécial, une grue a été utilisée[1].
- L'inscription qui figure sur le bus scolaire est מועצה אזורית מרחבים (Conseil Régional Merhavim)
- La vallée où se situe l'action principale, et dont le nom n'est pas précisé, est probablement celle de la rivière Bésor = bonne nouvelle, réjouissante). C'est une réserve naturelle, d'où la présence de nombreux oiseaux de toutes sortes (y compris un élevage d'autruches au nord du parc).
- L'une des scènes est filmée sur le pont suspendu au-dessus du ravin de la Bésor.
- le film mentionne également les kibboutzim de  Tzéélim et Urim, qui se trouvent dans la région d'Ofakim.